# Huajiao
Die Pekinger Huajiao Luftschiffgesellschaft (chin. 华教飞艇, Huájiào Fēitǐng) ist ein chinesischer Luftschiffhersteller.
Die Entwicklung von Luftschiffen begann 1994. Es wurden dazu zwei GA-42 (Thunder & Colt bzw. ABC) in England und zwei amerikanische Aeros-40-Luftschiffe gekauft, von denen zwei für das Flugtraining und zwei zur Demontage und Untersuchung verwendet wurden. Die Schlüsselkomponenten für die chinesischen Luftschiffe wurden ebenfalls im Ausland gekauft.
Das erste in China entwickelte Helium-Luftschiff erhielt die Bezeichnung HJ-2000. Es wurde am 22. Dezember 2004 nach von der Chinesischen Luftfahrtbehörde für den Luftverkehr zugelassen.
Bis Ende 2004 hatte Huajiao in Shanghai (dort wurde die Shanghai Airship Advertising Co. gegründet) und Guangzhou Luftschiffbasen errichtet. Fünf weitere sind für 2005 geplant u. a. in Peking.

## HJ-2000
Die beiden Schiffe sollen hauptsächlich für Luftwerbung, Luftbildaufnahmen, Überwachungsflüge und Umweltüberwachung eingesetzt werden. Die Hülle  kann mit Postern oder Aufklebern nach Werbekundenwünschen gestaltet werden.
Die zweisitzige Gondel mit Doppelsteuer besteht aus einer Aluminium-Struktur, sie besitzt zwei Motoren mit Dreiblattluftschrauben. Die Hülle kann von innen beleuchtet werden. Das Leitwerk besitzt eine „+“-Konfiguration.
- Länge: 38,5 m
- Durchmesser: 9,74 m
- Höhe: 16,95 m
- Breite: 11,24 m
- Volumen: 1960 m³
- Ballonettovolumen 2×200 m³
- Höchstgeschwindigkeit: 65 km/h
- Reisegeschwindigkeit: 50 km/h
- max. Flugdauer: 8 h
- übliche Flugdauer bei Werbeeinsätzen: 2–3 h
- max. Steigrate: 450 m/min
- max. Sinkrate	360m/min
- Prallhöhe: 2000 m
- Antrieb: zwei luftgekühlte 4-Zylinder Boxermotoren Limbach L1700ECz mit je 50 kW und Dreiblattluftschraube
- max. Kraftstoffvorrat 97 kg +5 %
- Preis: etwa 20 Mio. Yen (2,4 Mio. USD)

## Weitere Projekte
Die Typen HJ-3000 und HJ-4000, zwei Versionen für Luftbildaufnahmen, Luftwerbung und Tourismus sind nach Aussage der Firma bereits fertig konstruiert. Auch an einem Typ HJ-5000 für Überwachungsaufgaben wird bereits gearbeitet.